# Halichoeres caudalis
Halichoeres caudalis es una especie de peces de la familia Labridae en el orden de los Perciformes.

## Morfología
Los machos pueden llegar alcanzar los 20 cm de longitud total.

## Distribución geográfica
Se encuentra desde Carolina del Norte (Estados Unidos), el golfo de México y el Caribe hasta el norte de Sudamérica.